# Biguaçu
Biguaçu is een gemeente in de Braziliaanse deelstaat Santa Catarina. In 2010 telde de gemeente 58.238 inwoners.
De plaats ligt aan de Atlantische Oceaan.

## Verkeer en vervoer
De plaats ligt aan de noord-zuidlopende weg BR-101 tussen Touros en São José do Norte.

## Geboren
- Guilherme Siqueira (1986), voetballer